# Band Hero
Band Hero es un videojuego de música publicado por Activision el 3 de noviembre de 2009 para las consolas PlayStation 2, PlayStation 3, Xbox 360, Wii y Nintendo DS El videojuego es una serie derivada de la serie de videojuegos de música Guitar Hero. Es estructuralmente similar a Guitar Hero 5, y todos los accesorios (la guitarra y el bajo, batería y voz), incluido el abandono o desabandono de la canción y cambiar los menús de dificultad, y más modos multijugador como Guitar Hero 5. Las versiones para consola usan instrumentos de juego en forma de instrumentos musicales, mientras que la versión DS utiliza tanto el "Guitar Grip" se introdujo con el Guitar Hero On Tour o un nuevo skin con forma de batería que viene con el juego. Al igual que los anteriores juegos, avatares virtuales de Taylor Swift, Adam Levine, y de la banda No Doubt se presentan en el juego.

## Banda sonora
Esta es la lista de canciones de Band Hero disponibles en las versiones de PlayStation 3 y Xbox 360. La casilla "Importar" indica qué canciones son disponibles para importarlas a otros títulos de la serie Guitar Hero.
| Año  | Título                             | Intérpete                             | Local                      | Género            | Orden | Importar |
| ---- | ---------------------------------- | ------------------------------------- | -------------------------- | ----------------- | ----- | -------- |
| 2005 | "A Million Ways"                   | OK Go                                 | 01. Mall Of Fame Tour      | Pop Rock          | 4     | Sí       |
| 1970 | "ABC"                              | The Jackson 5                         | 02. Smoke & Water Festival | R & B             | 14    | Sí       |
| 1971 | "American Pie"                     | Don McLean                            | 11. Hyperspace             | Classic Rock      | 65    | Sí       |
| 1996 | "Angels of the Silences"           | Counting Crows                        | 07. Everpop Awards         | Pop Rock          | 43    | Sí       |
| 1981 | "Bad Reputation"                   | Joan Jett                             | 03. Club La Noza           | Rock              | 21    | Sí       |
| 2009 | "Back Again"                       | Parachute                             | 09. Paris                  | Pop Rock          | 58    | Sí       |
| 2004 | "Beautiful Soul"                   | Jesse McCartney                       | 07. Everpop Awards         | Pop               | 44    | No       |
| 2007 | "Believe"                          | The Bravery                           | 02. Smoke & Water Festival | Rock              | 9     | Sí       |
| 1990 | "Black Cat"                        | Janet Jackson                         | 05. Harajuku               | Rock              | 34    | Sí       |
| 2005 | "Black Horse and the Cherry Tree"  | KT Tunstall                           | 09. Paris                  | Rock              | 56    | Sí       |
| 2003 | "Bring Me to Life"                 | Evanescence                           | 01. Mall Of Fame Tour      | Alternative Metal | 5     | Sí       |
| 2005 | "Dirty Little Secret"              | The All-American Rejects              | 03. Club La Noza           | Pop Punk          | 15    | Sí       |
| 1982 | "Do You Really Want To Hurt Me"    | Culture Club                          | 01. Mall Of Fame Tour      | New Wave          | 2     | Sí       |
| 1995 | "Don't Speak"                      | No Doubt                              | 07. Everpop Awards         | Pop Rock          | 47    | Sí       |
| 1988 | "Every Rose Has Its Thorn"         | Poison                                | 05. Harajuku               | Rock              | 29    | Sí       |
| 2008 | "Fascination"                      | Alphabeat                             | 07. Everpop Awards         | Pop               | 45    | Sí       |
| 2008 | "Gasoline"                         | The Airborne Toxic Event              | 10. Amp Orbiter            | Rock              | 61    | Sí       |
| 2003 | "Hands Down"                       | Dashboard Confessional                | 08. Red River Canyon       | Pop Rock          | 50    | Sí       |
| 2007 | "Hang Me Up to Dry"                | Cold War Kids                         | 01. Mall Of Fame Tour      | Modern Rock       | 1     | Sí       |
| 1967 | "Happy Together"                   | The Turtles                           | 01. Mall Of Fame Tour      | Rock              | 3     | Sí       |
| 1969 | "Honky Tonk Women"                 | The Rolling Stones                    | 04. Summer Park Festival   | Southern Rock     | 27    | Sí       |
| 1968 | "I Heard It Through the Grapevine" | Marvin Gaye                           | 02. Smoke & Water Festival | R & B             | 13    | Sí       |
| 1979 | "I Want You to Want Me" (Live)     | Cheap Trick                           | 06. La Luz De Madrid       | Rock              | 40    | Sí       |
| 1996 | "If You Could Only See"            | Tonic                                 | 03. Club La Noza           | Pop Rock          | 18    | Sí       |
| 1983 | "In a Big Country"                 | Big Country                           | 06. La Luz De Madrid       | Rock              | 38    | Sí       |
| 1995 | "Just a Girl"                      | No Doubt                              | 09. Paris                  | Pop Rock          | 59    | Sí       |
| 2000 | "Kids"                             | Robbie Williams and Kylie Minogue     | 09. Paris                  | Dance             | 57    | Sí       |
| 1974 | "Kung Fu Fighting"                 | Carl Douglas                          | 08. Red River Canyon       | Disco             | 51    | Sí       |
| 2008 | "L.E.S. Artistes"                  | Santigold                             | 03. Club La Noza           | Pop Rock          | 16    | Sí       |
| 1983 | "Let's Dance"                      | David Bowie                           | 01. Mall Of Fame Tour      | Pop Rock          | 6     | Sí       |
| 2009 | "Lifeline"                         | Papa Roach                            | 09. Paris                  | Pop Rock          | 60    | Sí       |
| 2007 | "Like Whoa"                        | Aly & AJ                              | 08. Red River Canyon       | Pop               | 52    | No       |
| 2006 | "Lips of an Angel"                 | Hinder                                | 02. Smoke & Water Festival | Pop Rock          | 10    | Sí       |
| 1983 | "Love is a Battlefield"            | Pat Benatar                           | 05. Harajuku               | Pop               | 31    | Sí       |
| 2008 | "Love Story" (Pop Mix)             | Taylor Swift                          | 04. Summer Park Festival   | Pop               | 26    | Sí       |
| 1983 | "Mr. Roboto"                       | Styx                                  | 04. Summer Park Festival   | Prog Rock         | 28    | No       |
| 2006 | "Naïve"                            | The Kooks                             | 10. Amp Orbiter            | Pop Rock          | 62    | Sí       |
| 2003 | "Ocean Avenue"                     | Yellowcard                            | 05. Harajuku               | Pop Punk          | 30    | Sí       |
| 1964 | "Oh, Pretty Woman"                 | Roy Orbison                           | 01. Mall Of Fame Tour      | Rock              | 7     | Sí       |
| 1981 | "Our Lips Are Sealed"              | The Go-Go's                           | 02. Smoke & Water Festival | Pop               | 12    | Sí       |
| 2007 | "Paralyzer"                        | Finger Eleven                         | 06. La Luz De Madrid       | Hard Rock         | 39    | Sí       |
| 2006 | "Picture to Burn"                  | Taylor Swift                          | 08. Red River Canyon       | Country           | 53    | Sí       |
| 2007 | "Pictures of You"                  | The Last Goodnight                    | 04. Summer Park Festival   | Pop Rock          | 23    | Sí       |
| 2006 | "Put Your Records On"              | Corinne Bailey Rae                    | 05. Harajuku               | R & B             | 32    | Sí       |
| 1982 | "Rio"                              | Duran Duran                           | 08. Red River Canyon       | Pop Rock          | 55    | Sí       |
| 2002 | "Rock Star"                        | N.E.R.D                               | 02. Smoke & Water Festival | Hip Hop           | 11    | Sí       |
| 1995 | "Santa Monica"                     | Everclear                             | 03. Club La Noza           | Pop Rock          | 19    | Sí       |
| 2004 | "She Will Be Loved"                | Maroon 5                              | 05. Harajuku               | Pop Rock          | 33    | Sí       |
| 2003 | "So Yesterday"                     | Hilary Duff                           | 02. Smoke & Water Festival | Pop               | 8     | No       |
| 1999 | "Steal My Kisses"                  | Ben Harper and the Innocent Criminals | 04. Summer Park Festival   | Alternative       | 25    | Sí       |
| 2005 | "Sugar, We're Goin Down"           | Fall Out Boy                          | 05. Harajuku               | Pop Punk          | 35    | Sí       |
| 1999 | "Take a Picture"                   | Filter                                | 07. Everpop Awards         | Rock              | 46    | Sí       |
| 2008 | "Take Back the City"               | Snow Patrol                           | 04. Summer Park Festival   | Rock              | 24    | Sí       |
| 2006 | "Take What You Take"               | Lily Allen                            | 03. Club La Noza           | Pop Rock          | 20    | Sí       |
| 2006 | "The Adventure"                    | Angels & Airwaves                     | 06. La Luz De Madrid       | Rock              | 42    | Sí       |
| 1997 | "The Impression That I Get"        | The Mighty Mighty Bosstones           | 10. Amp Orbiter            | Ska Punk          | 64    | Sí       |
| 2001 | "Turn Off the Light"               | Nelly Furtado                         | 07. Everpop Awards         | Pop               | 48    | Sí       |
| 1985 | "Walking on Sunshine"              | Katrina and the Waves                 | 06. La Luz De Madrid       | Pop Rock          | 41    | Sí       |
| 1996 | "Wannabe"                          | Spice Girls                           | 03. Club La Noza           | Pop               | 17    | Sí       |
| 2008 | "Warwick Avenue"                   | Duffy                                 | 06. La Luz De Madrid       | Pop               | 37    | Sí       |
| 2002 | "When I'm Gone"                    | 3 Doors Down                          | 06. La Luz De Madrid       | Rock              | 36    | Sí       |
| 1980 | "Whip It"                          | Devo                                  | 04. Summer Park Festival   | New Wave          | 22    | Sí       |
| 1978 | "Y.M.C.A."                         | Village People                        | 07. Everpop Awards         | Disco             | 49    | Sí       |
| 2008 | "You Belong with Me"               | Taylor Swift                          | 08. Red River Canyon       | Pop               | 54    | Sí       |
| 2004 | "You Had Me"                       | Joss Stone                            | 10. Amp Orbiter            | Funk              | 63    | Sí       |

## Crítica
Band Hero recibió críticas mixtas de los periodistas. Algunos consideraban que el juego sea una versión adecuada de Guitar Hero con sabor a 5 para los éxitos "Top 40" pop rock, mientras que otros estimaban que el juego fue únicamente dirigido a los adolescentes. También impugnó el costo del juego completo, con sólo 65 canciones en comparación con 85 canciones en Guitar Hero 5, y considerar si el contenido hubiera sido mejor en formato descargable. Un día después del lanzamiento del juego, la banda No Doubt demandó a Activision, citando el mal uso similar de sus avatares como el avatar de Kurt Cobain en Guitar Hero 5.
- Datos: Q2076560